# Męczeństwo czterech świętych
Męczeństwo czterech świętych – obraz autorstwa Correggia.
Dzieło wraz z obrazem Opłakiwanie Chrystusa dekorował Cappella del Bono w kościele San Giovanni Evangelista w Parmie; obrazy zdobiły ściany boczne kaplicy - Opłakiwanie Chrystusa znajdowało się na prawej ścianie, zaś Męczeństwo czterech świętych na lewej.

## Historia
Oba płótna z Cappella del Bono zostały wymienione w pierwszym wydaniu Żywotów Vasariego z 1550 r., chociaż autor błędnie umieścił je w Duomo w Padwie. Zamówienie miało duże znaczenie i malarz zawdzięcza je prawdopodobnie sukcesowi odniesionemu przez ogromny fresk na wewnętrznej stronie czaszy kopuły kościoła San Giovanni, którą Correggio właśnie wówczas ukończył.
Zleceniodawcą dzieł był parmeński szlachcic Placido Del Bono.

## Opis i styl
Tematem dzieła, zresztą bardzo rzadko spotykanym, jest męczeństwo czterech świętych: rodzeństwa Placida i Flavii żyjących w III-IV w., oraz Eutichia i Wiktoryna z I w., na obrazie już ściętych. Wybór tematu został podyktowany chęcią nawiązania do osoby Placido, patrona zamawiającego. Anioł przelatujący nad rodzeństwem trzyma w ręku palmę - znak męczeństwa.
Zważywszy na bardzo rzadko podejmowany temat Correggio nie mógł oprzeć się na utrwalonej tradycji ikonograficznej przedstawienia, co umożliwiło, jak ma to często miejsce w przypadku wielkich artystów nowatorskie i kreatywne podjęcie tematu.
Z rysunku przygotowawczego znajdującego się obecnie w zbiorach Luwru wynika, że malarz planował początkowo bardziej banalne rozwiązanie polegające na rygorystycznie potraktowanym symetrycznym układzie postaci czterech męczenników, podczas gdy w środku Correggio przewidział umieszczenie małego putta na chmurce dzierżącego w dłoni koronę męczeństwa. W drugim projekcie artysta zwrócił uwagę na specyficzny punkt widzenia sceny po skosie, taki jaki ma oglądający stojący przed kaplicą. Takie spostrzeżenie pchnęło go do oparcia kompozycji o przekątną i umieszczenia jednego z katów plecami do widza; postać ta otwiera przestrzeń przedstawienia od lewej strony.
Właśnie ta postać ujęta w wirtuozowskim kontrapoście spotkała się z pozytywnym przyjęciem Niccolò dell'Abbate, jednego z najbardziej popularnych malarzy z kręgu Maniera emiliana. Zapożyczenie dokonane przez dell'Abate na obecnie uznawanym za zniszczony obrazie ołtarzowym zostało odnotowane przez Vasariego.
Także gestykulacja postaci męczenników uległa znaczącej modyfikacji porównując pierwszy szkic do obrazu z ostateczną wersją płótna. Szczególnie św. Flavia, która przedtem została przedstawiona z prawym ramieniem ułożonym na piersi i z twarzą widzianą z profilu została na obrazie ujęta w pozycji bardziej frontalnej, z rozpostartymi ramionami i wzrokiem skierowanym na niebo mającym oznaczać akceptację i pogodzenie się z własnym męczeństwem. Jest to gest, który Correggio powtórzył w następnych latach w postaci Chrystusa na obrazie Modlitwa w Ogrójcu i który zafascynował niemal sto lat później Federica Barocci.